# Нобс, Клод
Клод Нобс (англ. Claude Nobs; 4 февраля 1936, Монтрё — 10 января 2013, Лозанна) — швейцарский музыкальный менеджер, основатель и генеральный директор Джазового фестиваля в Монтрё, проводимого с 1967 года .

## Биография

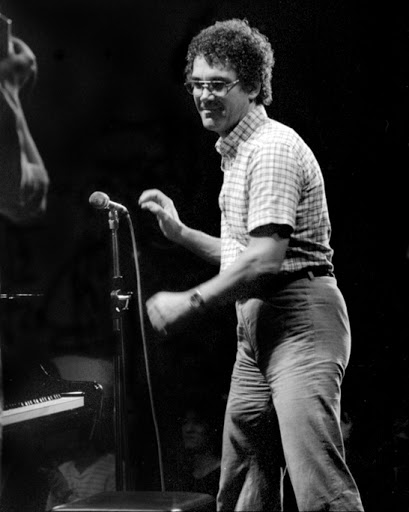
Нобс на фестивале в Монтрё, 1978 год

Клод Нобс получил образование повара. В начале 1960-х годов работал в швейцарском Монтрё в туристической компании, которая также занималась музыкальной деятельностью — организацией концертов. В это время, получив одну из наград телевизионного фестиваля «Золотая Роза», Нобс становится известным в округе. Будучи в командировке в Нью-Йорке знакомится с Несухи Эртегюном, тогдашним главой лейбла Atlantic Records. Стараниями Клода Нобса Европу (в частности, Монтрё) впервые посещают Роберта Флэк и Арета Франклин. В 1964 году он организовал в Монтрё концерт группы Rolling Stones.
В 1967 году 31-летний директор туристической компании Клод Нобс совместно с Гео Вумаром и Рене Ланжелем при активной поддержке Atlantic Records основывает в Монтрё джазовый фестиваль. Первоначально фестиваль проводился в знаменитом Казино Монтрё. Уже с первого года существования к фестивалю было приковано огромное внимание, в 1967 году в Монтрё выступили Кит Джаррет, Чарльз Ллойд и другие. Нобсу быстро удается популяризировать фестиваль, который скоро становится событием международного масштаба. Нобс лично путешествует по странам (прежде всего, Северная Америка и Южная Америка), разыскивая музыкантов, продюсеров и промоутеров.
В 1971 году на фестивале в Монтрё выступали Фрэнк Заппа и группа The Mothers of Invention. В это же время в город для записи нового альбома приехала группа Deep Purple. Во время выступления Заппы, как считается, один из зрителей выстрелил в потолок здания казино из сигнального пистолета. Начался пожар. Сначала огонь вспыхнул не сильно, музыканты успешно эвакуировались, успели покинуть здание и зрители (Клод Нобс лично помогал выводить людей из горящего здания). Впоследствии огонь вспыхнул настолько сильно, что практически уничтожил здание казино в Монтрё.
Все произошедшие события и дым, стелившийся над водами Женевского озера, побудили Deep Purple написать песню, которая впоследствии станет самым легендарным хитом группы — «Smoke on the Water». В песне упоминается и Клод Нобс (Funky Claude) в строчке Funky Claude was running in and out pulling kids out the ground («Испуганный Клод бегал туда-сюда, выводя детишек наружу»). Здание казино впоследствии было реконструировано, с 1993 года здесь возобновилось проведение фестивалей. С 1979 года в здании казино располагалась звукозаписывающая студия «Mountain Studios», принадлежавшая группе Queen.
В 1983 Нобс стал директором швейцарского филиала компании «WEA Records» (объединение Time Warner, Elektra Records и Atlantic Records). При содействии Нобса и Атлантик Рекордс в Монтрё выступали такие исполнители как Элла Фицджеральд и Санни Роллинс. Они регулярно проводили концерты на берегах Женевского озера, а также устраивали джем-сейшны.
В 1990-х Нобс некоторое время делил обязанности директора фестиваля с Квинси Джонсом, почетным гостем фестиваля был Майлс Дейвис (ум. в 1991).
В 2004 году (в этом году фестиваль собрал 200 тысяч человек) Клод Нобс за вклад в развитие туризма Швейцарии был награждён «туристической наградой» Salz & Pfeffer. Церемония вручения прошла в Цюрихе, а торжественную речь произнес Александр Перейра, директор Цюрихского оперного театра. В том же 2004 году получил награду «Prix du Rayonnement» за его вклад в музыку. Также он получил почетную докторскую степень.
В апреле 2010 года заявил о том, что передаст управление «оперативными делами» фестиваля своему преемнику Матьё Жатону из-за проблем со здоровьем. Но общее руководство фестивалем останется в руках Нобса.
24 декабря 2012 года получил тяжёлую травму, катаясь на лыжах в Швейцарии. В больнице впал в кому. Ему была сделана операция. 10 января 2013 года в возрасте 76 лет скончался в Лозанне. Матьё Жатон был назначен генеральным директором фестиваля.

На записи живого альбома «Jethro Tull live — Bursting Out» группы Jethro Tull, записанном в Берне, Нобс произнес ставшую знаменитой среди фанатов фразу «…herzlich willkommen in Festhalle Bern!» (Добро пожаловать в бернский Festhalle!).
«Funky Claude» — Клод Нобс — неоднократно участвовал в качестве приглашённого музыканта в концертах группы Deep Purple, сделавшей его всемирно популярным. В частности, он сыграл на губной гармошке на записи концертного альбома «They All Came Down to Montreux».
В 1983 году принял участие в записи альбома Water Sign Криса Ри. Сыграл на губной гармошке в песне «Nothing’s Happening By The Sea».